# Língua atorai
A  língua atorai ou atorada é uma língua da família linguística arawak falada no Brasil e na Guiana. É uma variedade da língua wapixana conforme Ramirez (2020).

## Vocabulário
Vocabulário da língua atoraí (Carvalho 1948):
| Português                           | Atoraí             |
| ----------------------------------- | ------------------ |
| homem                               | iuanae             |
| mulher                              | runacare, rinacare |
| moça                                | macabare           |
| água                                | une, oune          |
| pedra                               | quibae             |
| fogo                                | tiquiarre          |
| rio                                 | riucerr            |
| mandioca                            | canarre            |
| folha                               | rianaba            |
| cabelo                              | ruai               |
| rede                                | uecha, uigia       |
| olho                                | uauene             |
| nariz                               | urrebe             |
| boca                                | udaco              |
| dente                               | uedaco             |
| língua                              | uninon             |
| queixo                              | uertae             |
| braço                               | uanubai            |
| mão                                 | uquae              |
| dedo                                | quercive           |
| unha                                | ubarre             |
| coxa                                | uocouba            |
| perna                               | tabae              |
| pé                                  | uquede             |
| pescoço                             | uquanae            |
| orelha                              | urtaine            |
| abdômen                             | outouba            |
| remo                                | poura              |
| cabaça                              | uero               |
| macaxeira                           | iupae              |
| mandioca                            | uainy              |
| milho                               | marreque           |
| tabaco                              | tiuma              |
| pimenta                             | rie                |
| cajazeira                           | roupo              |
| anta                                | coudoue            |
| arroz                               | auatê              |
| eu                                  | náo                |
| tu                                  | peu                |
| ele                                 | curicau            |
| nós                                 | baecupapo          |
| branco                              | bourau             |
| preto                               | poureu             |
| amarelo                             | uirrau             |
| verde                               | curiu              |
| casa                                | cabane             |
| parede                              | cabaquidibiarre    |
| porta                               | tauerae            |
| cobertura da casa                   | chibiéinhame       |
| piso                                | raare              |
| cumeeira                            | baerruae           |
| esteio                              | tiacurae           |
| panela                              | rumae              |
| colher                              | tipouna            |
| banco                               | tabae              |
| cuia                                | oubona             |
| corda                               | inuí               |
| caniço                              | uertabae           |
| anzol                               | cubaue             |
| linha de pescar                     | uerra muren        |
| flecha                              | baery              |
| arco                                | praury             |
| corda do arco                       | rinuy              |
| ponta da flecha                     | baery udaco        |
| emplumação da flecha                | naaquete binae     |
| faca                                | mary               |
| flauta de taboca                    | uqueuede           |
| moquém                              | ouripêrre          |
| pena                                | quitibae           |
| periquito                           | tirrique           |
| veado                               | aroue              |
| cutia                               | tiucoure           |
| paca                                | urana              |
| porco queixada                      | bitia              |
| porco caititu                       | baquira            |
| cão                                 | rine               |
| jabuti                              | choupa             |
| morcego                             | tamareua           |
| cobra                               | courrarra          |
| jacaré                              | atoure             |
| sapo                                | quibiaro           |
| macaco (genérico)                   | puate              |
| macaco-preto                        | roume              |
| macaco sagüi                        | uitaro             |
| rato                                | bacare             |
| nambu                               | amurou             |
| jacamim                             | namati             |
| mutum                               | pauixi             |
| urubu                               | uato               |
| galinha                             | carrare            |
| pato                                | bai                |
| papagaio                            | uaro               |
| arara azul                          | carraro            |
| arara vermelha                      | dada               |
| peixe (genérico)                    | cupaeche           |
| pescada                             | uacoubaia          |
| jeju                                | carassai           |
| escama                              | cupae-rimade       |
| espinha                             | richirre           |
| mosca                               | tarabarro          |
| pium                                | marire             |
| formiga                             | mateuba            |
| borboleta                           | tametamé           |
| mosquito                            | meutio             |
| algodão                             | quinharige         |
| fio de algodão                      | quinhare           |
| grão de milho                       | marrequeudaco      |
| banana                              | tiare              |
| tapioca                             | aebiae             |
| melancia                            | patelha            |
| cará                                | rerre              |
| batata-doce                         | carrê              |
| feijão                              | camaiche           |
| pena de periquito                   | tirrique quitibe   |
| leite materno                       | ricanare irine     |
| fogão                               | ixique             |
| branco (raça)                       | apidiane boudau    |
| preto (raça)                        | apidiane meicurú   |
| estrangeiro                         | caraive            |
| igarapé                             | onarrarruau        |
| amar                                | quibia             |
| acabar                              | maiqueta           |
| abraçar                             | uiubaque           |
| amarrar                             | cuy                |
| assar                               | tiucae             |
| beber                               | udaedae            |
| beijar                              | biibi              |
| banhar                              | quaua              |
| caçar                               | tianrinhan         |
| caminhar                            | tainhape           |
| comer                               | urrabá             |
| cozinhar                            | uaraquin           |
| cavar                               | quitiarapa         |
| costurar                            | cuanhuapo          |
| dar                                 | uartáa             |
| dançar                              | umarabata marabate |
| desenhar                            | tanará             |
| dormir                              | ourraue            |
| edificar (fazer as casas da maloca) | tomaurapa          |
| falar                               | uaritairrou        |
| fumar                               | tiumatein          |
| fugir                               | uacarrae           |
| gritar                              | uimurrapo          |
| mamar                               | bibii              |
| mentir                              | mariihapo          |
| morrer                              | camae              |
| nadar                               | inhauta            |
| passear                             | uamuruan           |
| pescar                              | uacubaeapa         |
| puxar                               | uarratei           |
| remar                               | uapourate          |
| urinar                              | uatatquine         |

### Numerais
Os numerais:
| Português | Atoraí             | Comentário                                                                 |
| --------- | ------------------ | -------------------------------------------------------------------------- |
| um        | baerapá            |                                                                            |
| dois      | baeretei           |                                                                            |
| três      | quiarape           |                                                                            |
| quatro    | badaiqué           |                                                                            |
| cinco     | bucaepape          |                                                                            |
| seis      | baerapá bacaenite  | (bacaenite)                                                                |
| sete      | baeretei bacaenite |                                                                            |
| oito      | quiarape bacaenite |                                                                            |
| nove      | badaiqué bacaenite |                                                                            |
| dez       | baucuacae          | (= o total dos dedos das mãos)                                             |
| onze      | baerapá-baucuacae  |                                                                            |
| doze      | baeretei-baucuacae |                                                                            |
| treze     | quiarape-baucuacae |                                                                            |
| quatorze  | badaiqué-baucuacae |                                                                            |
| quinze    | bararapa           | (= total dos dedos das duas mãos mais os dedos de um pé)                   |
| dezesseis | baerapá-bararapa   |                                                                            |
| vinte     | baerapá-apidiana   | (um + o indivíduo, quer dizer: uma pessoa ou todos os dedos de uma pessoa) |